# Baojun 730
Baojun 730 (кит. 宝骏730; пиньинь Bǎojùn 730) — семиместный компактвэн производства Baojun. Впервые был представлен в 2014 году на выставке Auto China. За первый год продаж было продано 250000 единиц Baojun 730.

## Первое поколение (2014)
Автомобили Baojun 730 первого поколения оснащались четырёхцилиндровыми двигателями объёмом 1,5—1,8 л (1485—1796 см3), мощностью 82—101 кВт (110—135 л. с.) и крутящим моментом 146 Н⋅м. Подвеска разработана компанией Lotus.

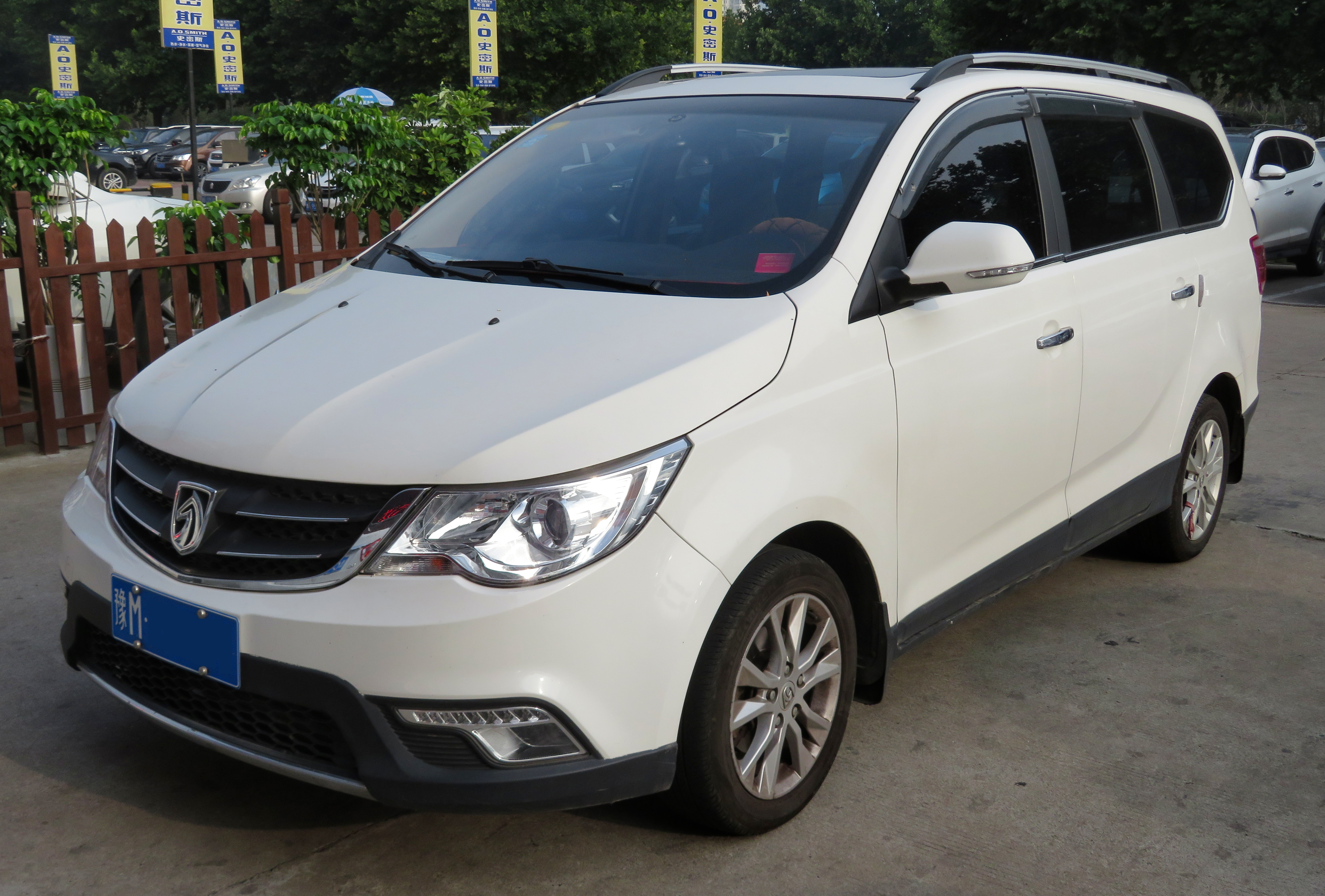
2015 Baojun 730 1.5L
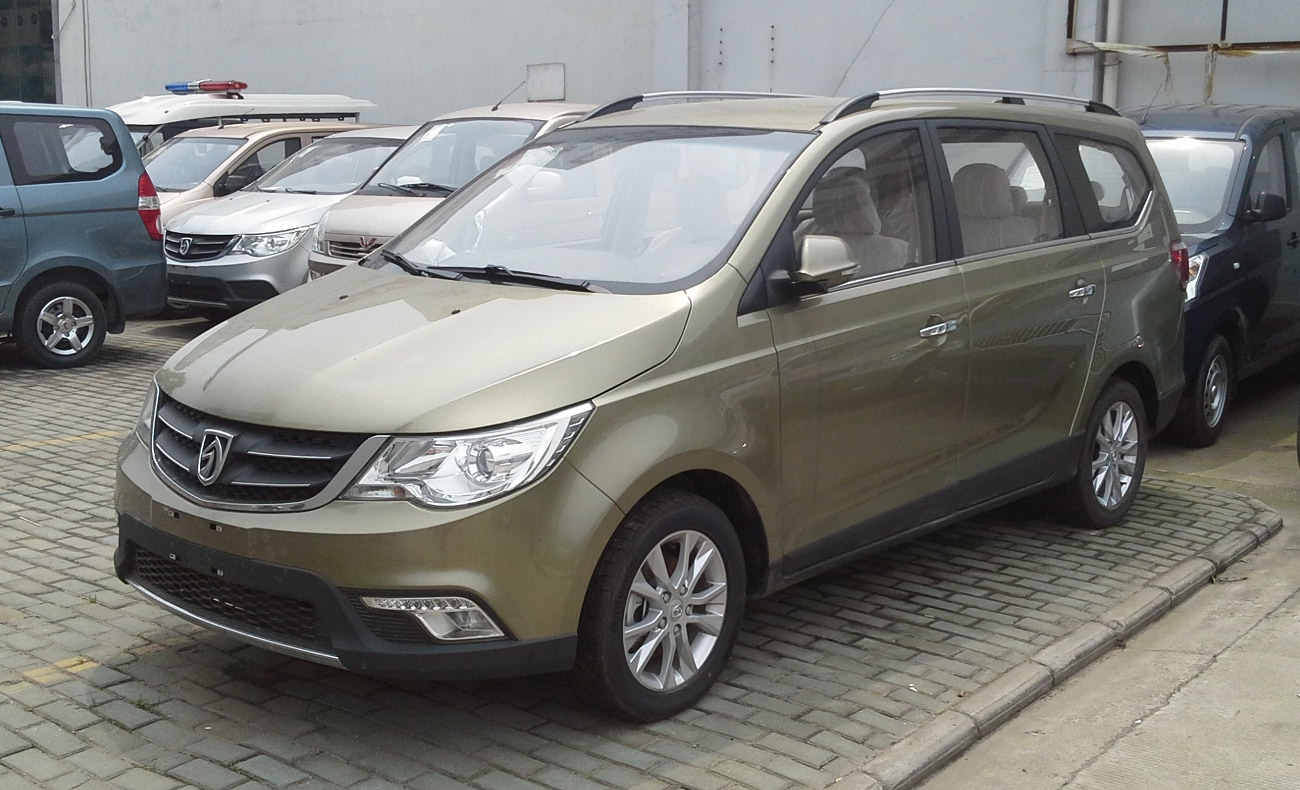
Вид спереди
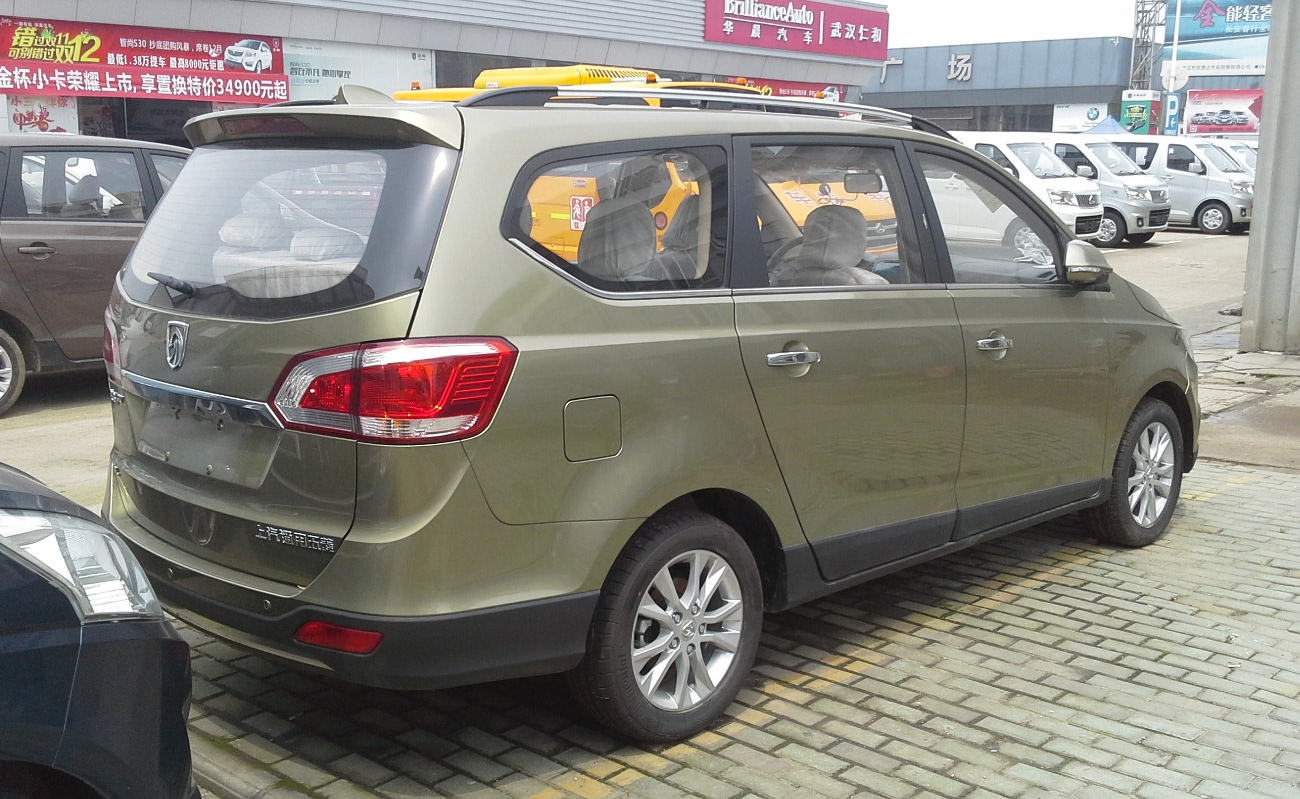
Вид сзади
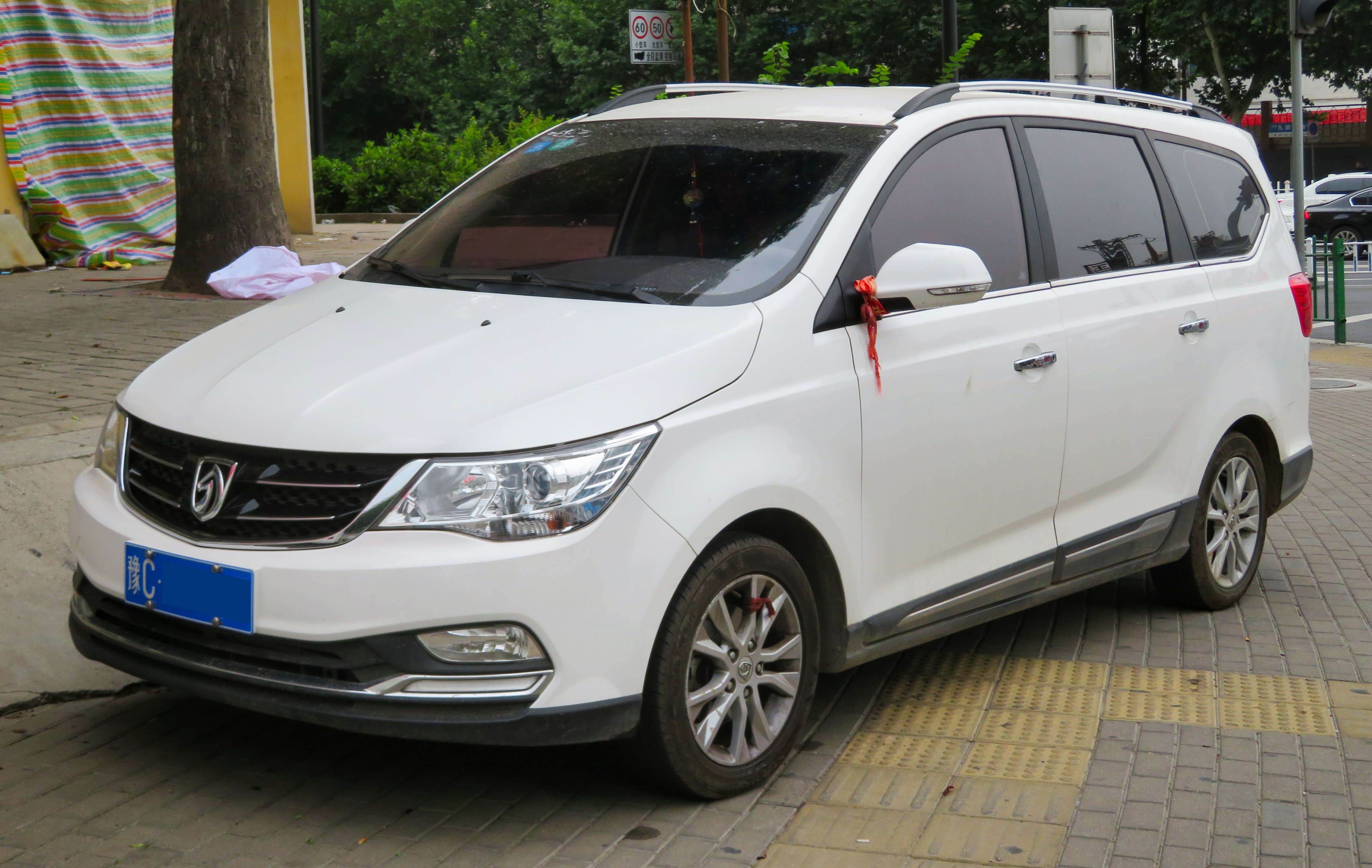
Фейслифтинг

## Второе поколение (CN210M; 2017)
Второе поколение Baojun 730 было представлено в ноябре 2017 года. Помимо четырёхцилиндровых двигателей L2B объёмом 1,5 литра и LJ479QNE2 объёмом 1,8 литра, в моторную гамму был добавлен 1,5-литровый четырёхцилиндровый турбодвигатель мощностью 110 кВт (148 л. с.) и крутящим моментом 230 Н⋅м в паре с шестиступенчатой трансмиссией с двумя сцеплениями. Также имеется многорычажная задняя подвеска.

В ноябре 2018 года в модельный ряд был включён подзаряжаемый гибридный автомобиль 48V. 1,8-литровый двигатель был исключён из моторной гаммы.

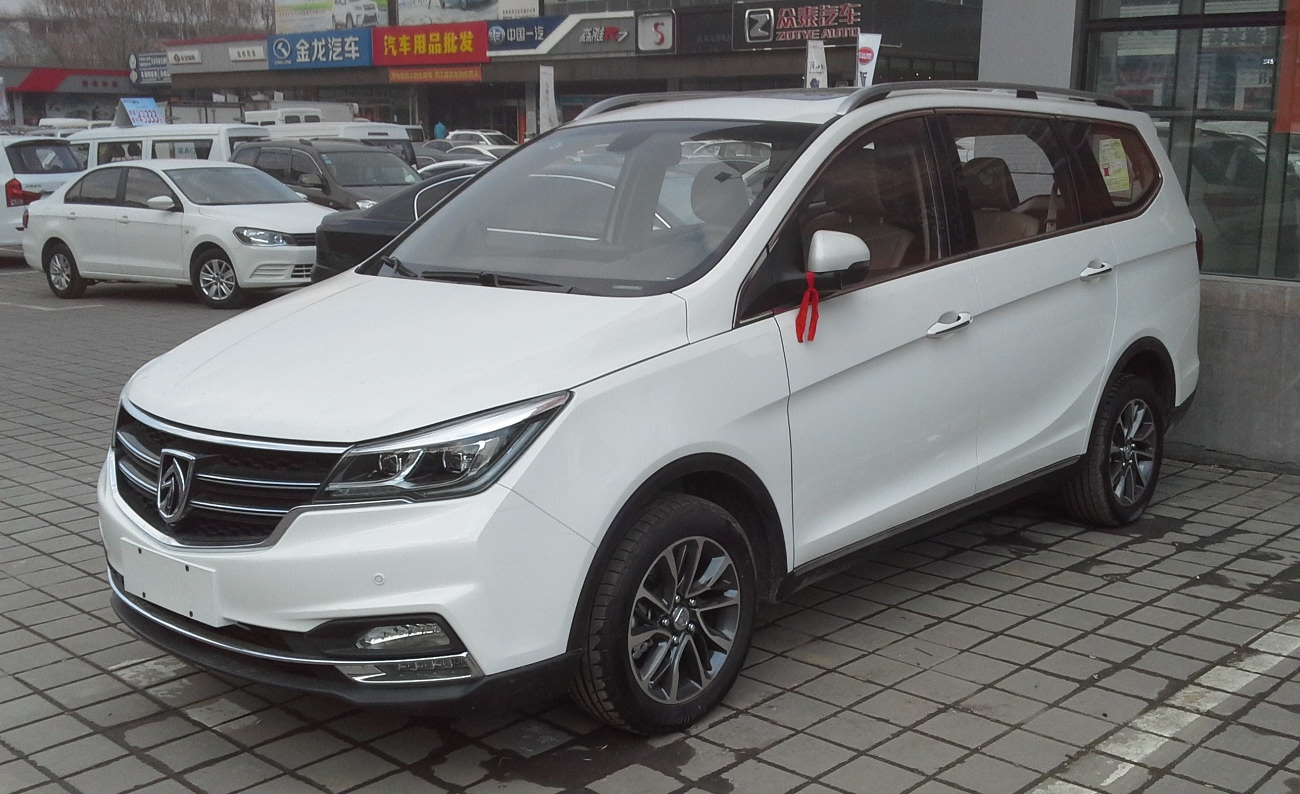
Baojun 730 II
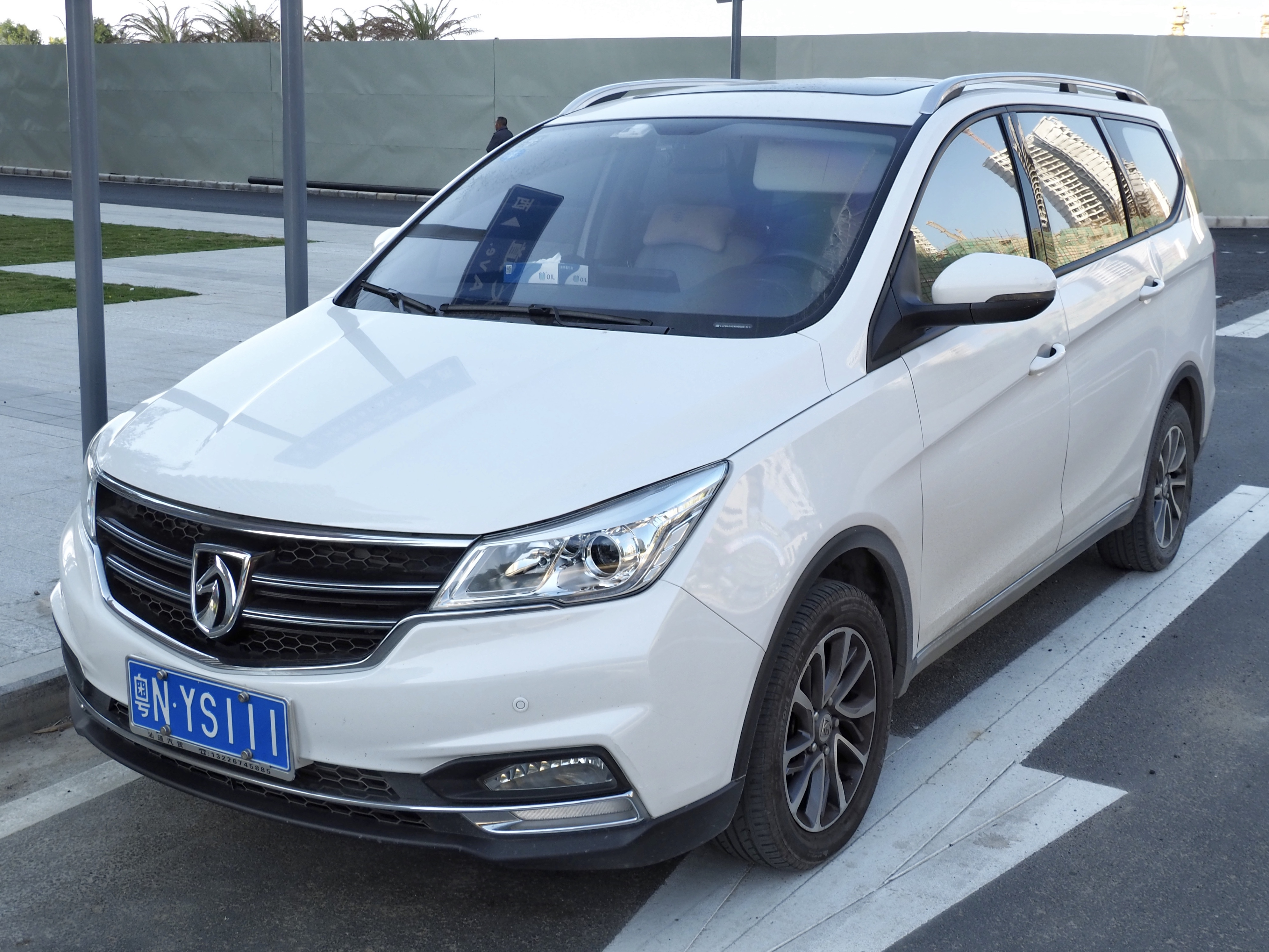
Вид спереди
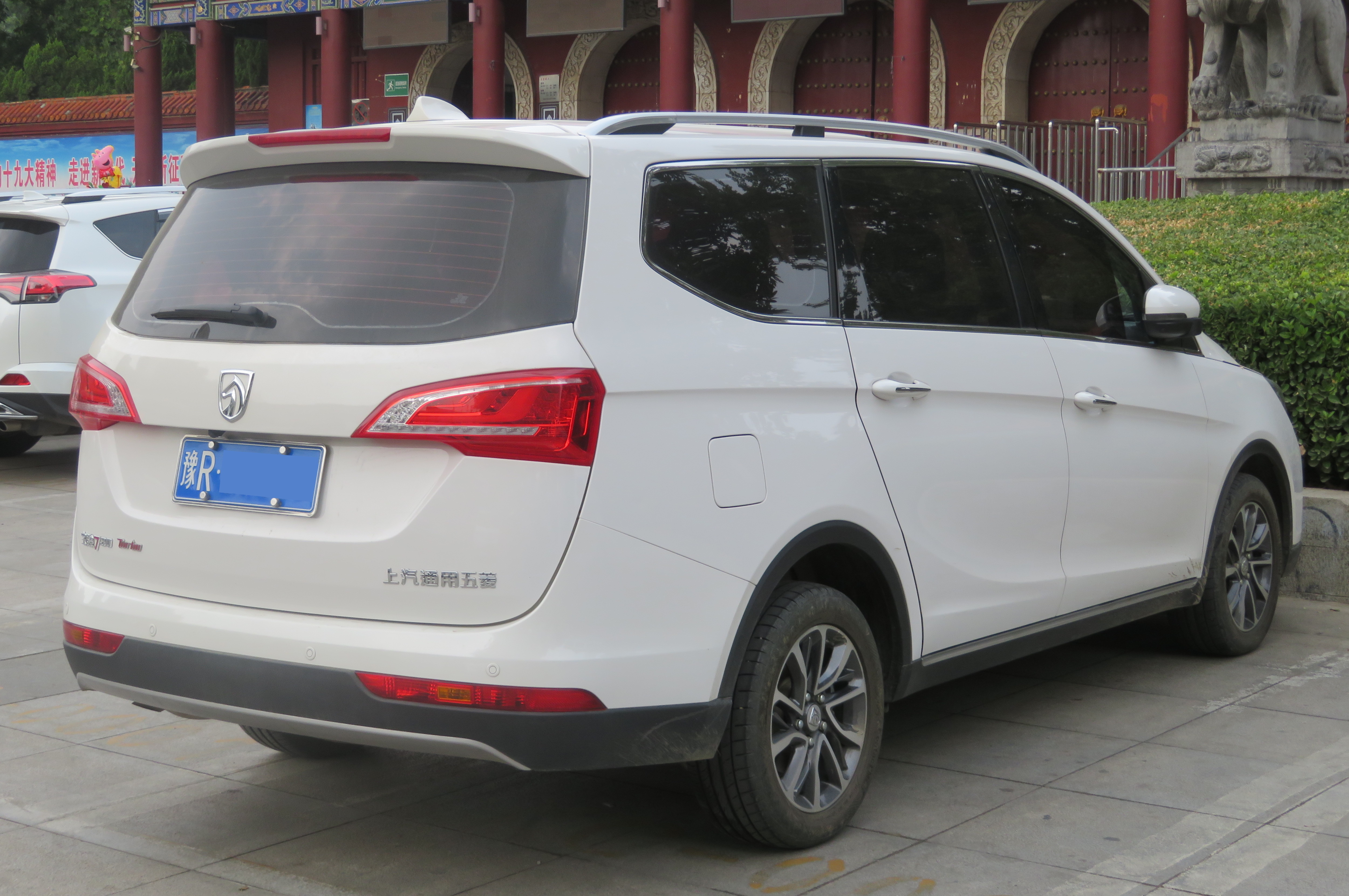
Вид сзади

### Wuling Cortez
В Индонезии второе поколение Baojun 730 начало продаваться под названием Wuling Cortez. Название Cortez является отсылкой на испанское слово «cortés», что в переводе с английского обозначает «вежливый». Выпуск автомобиля начался 8 февраля 2018 года в комплектациях C и L. Изначально автомобиль оснащался 1,8-литровым (1798 см3) двигателем мощностью 96 кВт (129 л. с.) и крутящим моментом 174 Н⋅м в паре с шестиступенчатой механической или же с пятиступенчатой автоматизированной трансмиссией (i-AMT), разработанной Aisin. С апреля 2018 года автомобиль опционально оснащается 1,5-литровым турбодвигателем в паре с шестиступенчатой механической трансмиссией. Комплектации — C и S.
В апреле 2019 года в производство был запущен «Cortez CT» с 1,5-литровым турбодвигателем и бесступенчатой трансмиссией производства Bosch. Изменения коснулись радиаторной решётки и цвета салона. Также были внедрены система «старт-стоп», бесключевой доступ и сигнал аварийной остановки. В июле 2020 года атмосферные двигатели объёмом 1,5—1,8 л были исключены из моторной гаммы, и автомобили оснащались 1,5-литровым турбодвигателем. В то же время в модельный ряд была добавлена базовая модель CT S с бесступенчатой трансмиссией. В отличие от Wuling Cortez S, были удалены крышка двигателя, изоляция капота и USB-порт третьего ряда. С февраля 2021 года Cortez CT продаётся в Брунее-Даруссаламе.

С марта 2022 года автомобили Wuling Cortez оснащаются системами телематики MyWuling + vehicle и распознавания речи WIND (Wuling Indonesian Command) (последняя поддерживает только индонезийский язык). Изменения коснулись цвета салона и легкосплавных колёсных дисков. Также были внедрены 10,25-дюймовый ЖК-дисплей, стеклоподъёмники с защитой от защемления, серебристая эмблема Wuling и многоцелевой поднос для второго ряда сидений. Комплектации — S, CE и EX.

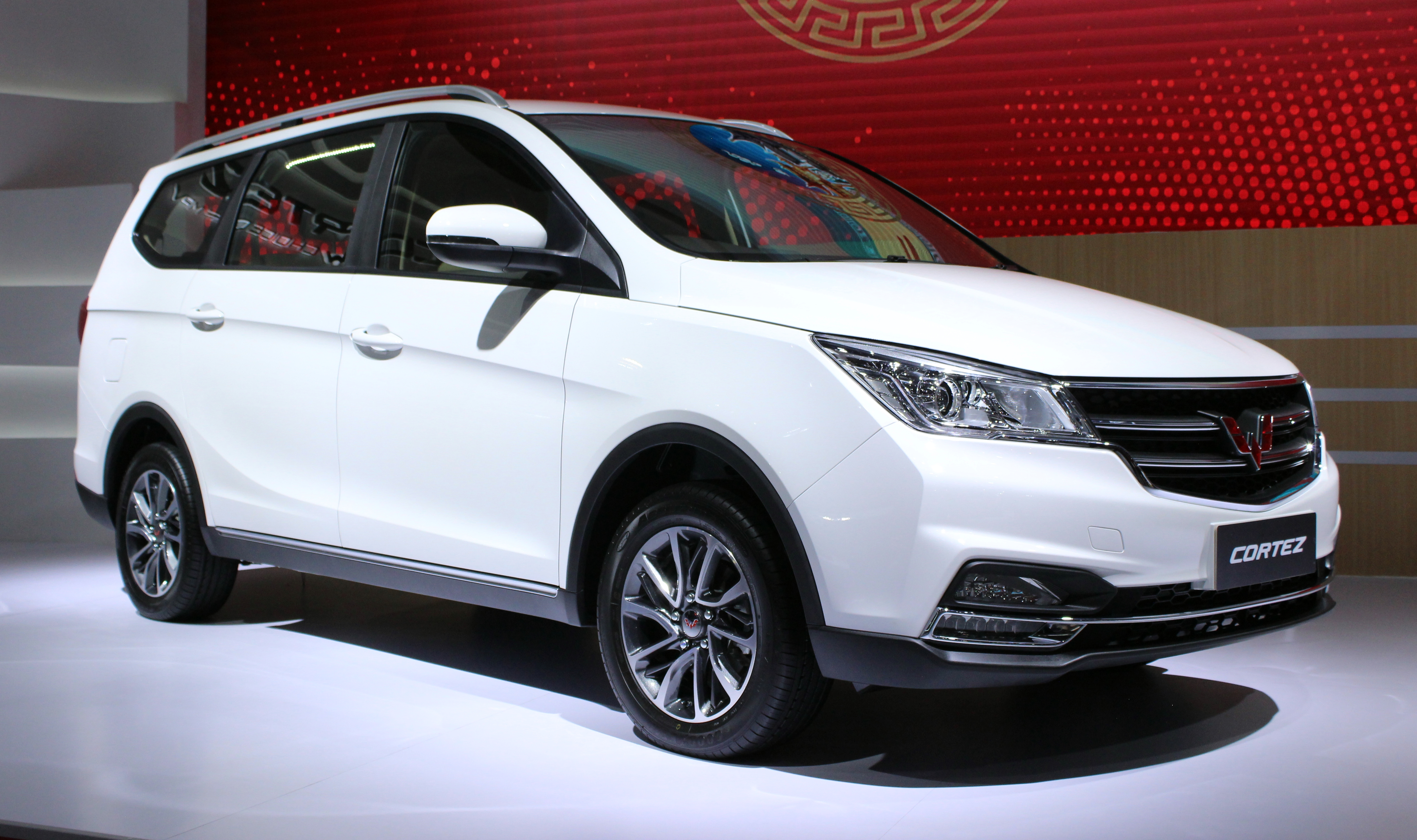
2018 Wuling Cortez 1.5 C (Индонезия)
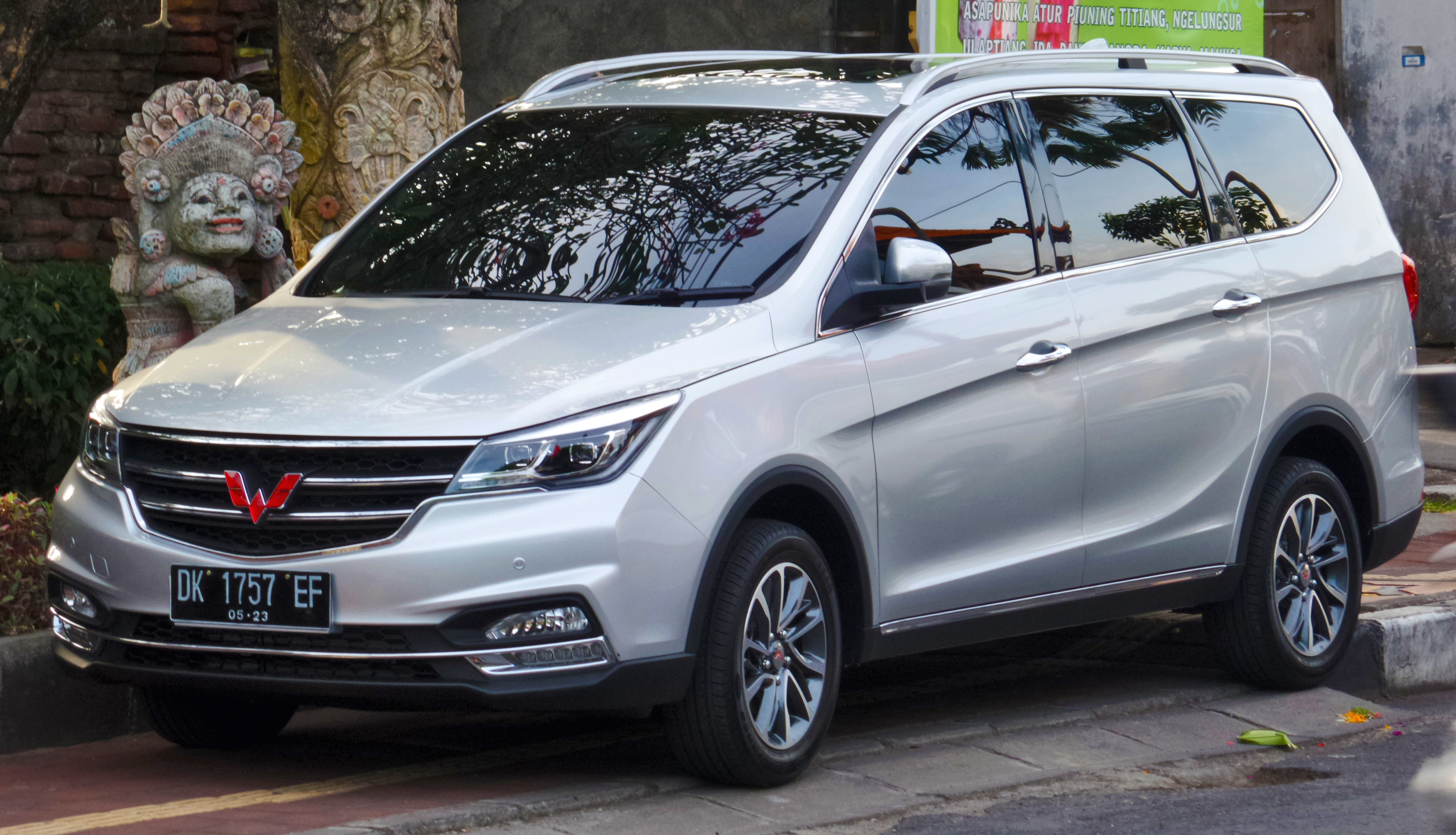
2018 Cortez 1.8 L (Индонезия)
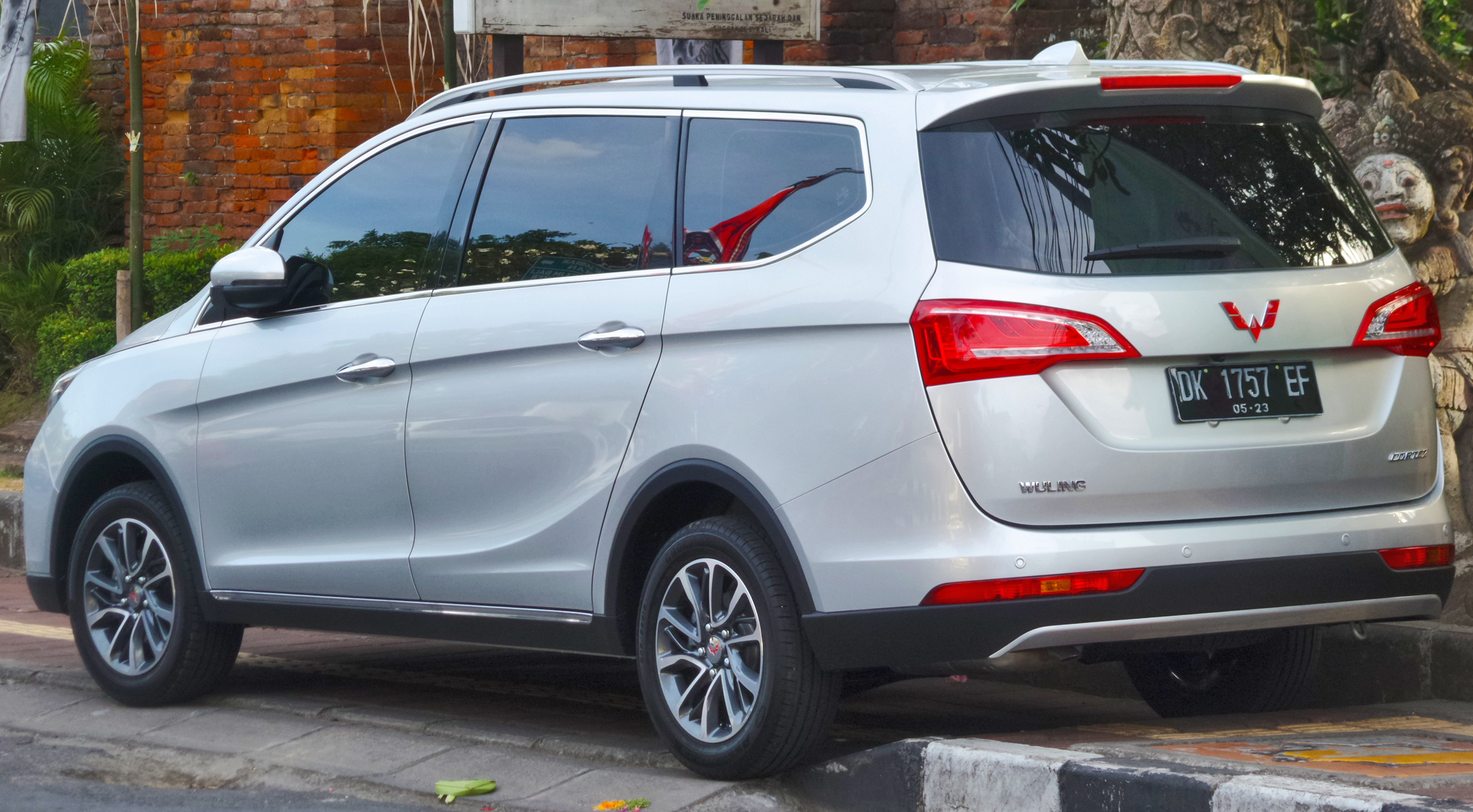
2018 Cortez 1.8 L (Индонезия)
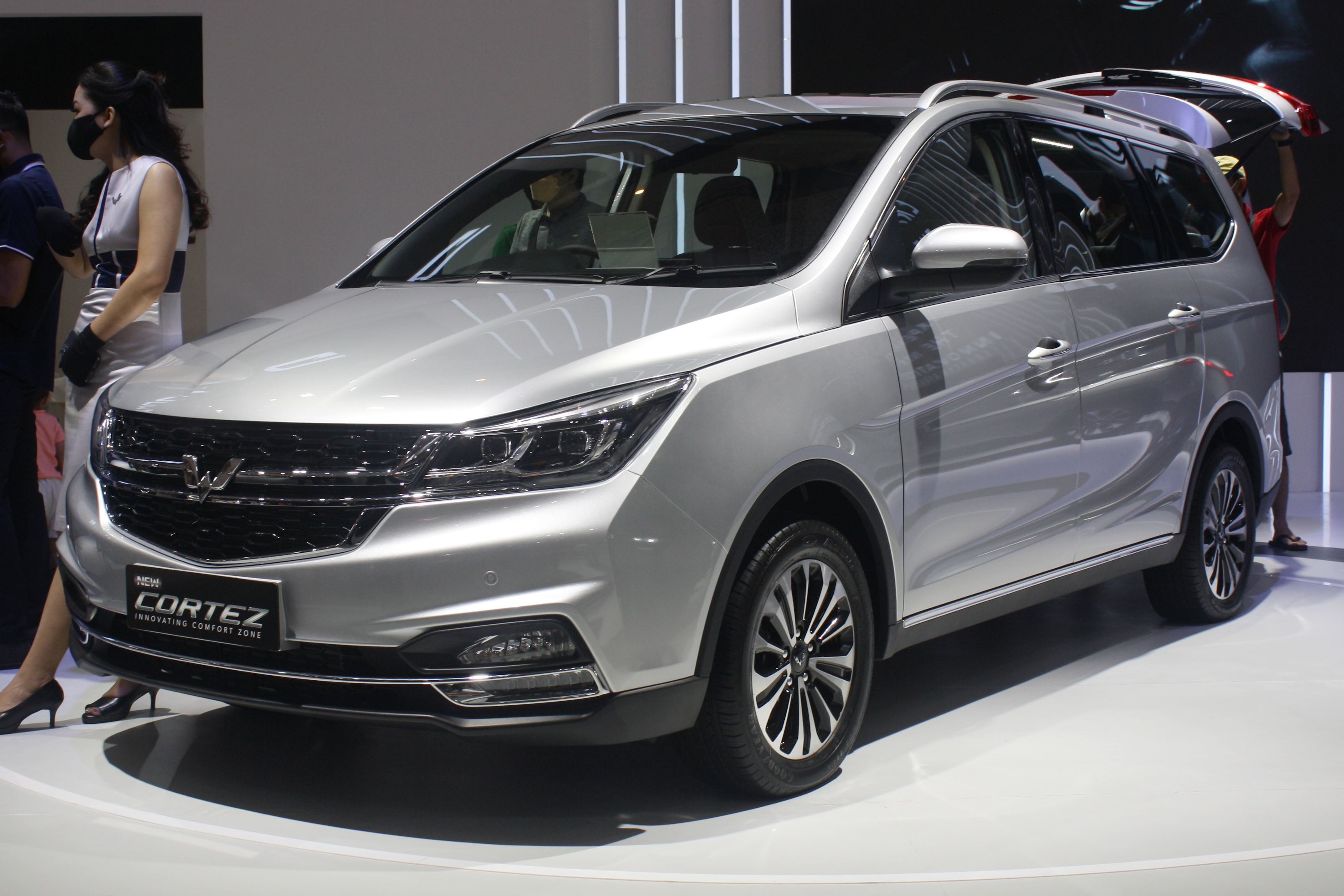
2022 Cortez EX 1.5T L (Индонезия)
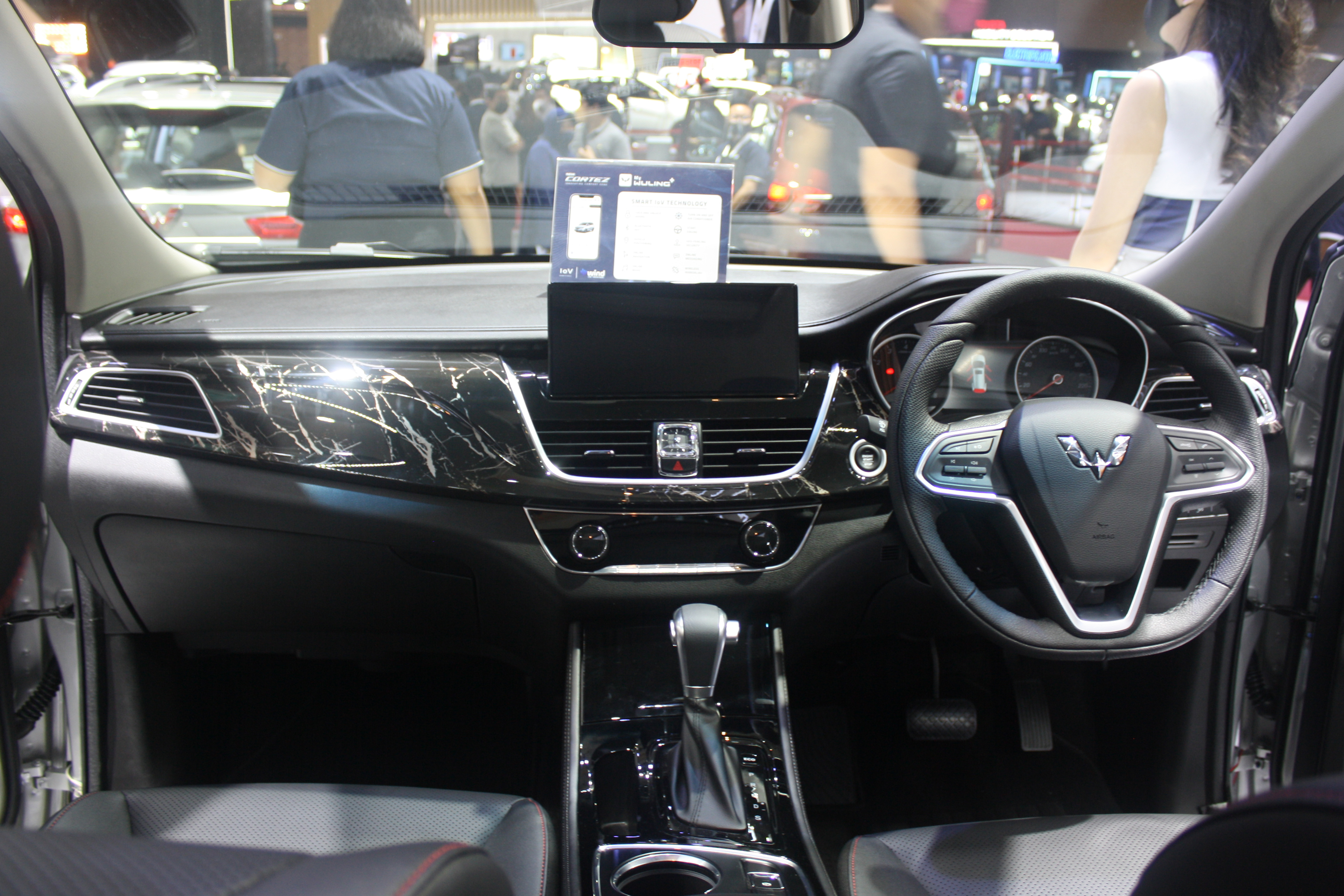
Интерьер

## Продажи
| Год  | Китай   | Индонезия |
| ---- | ------- | --------- |
| 2014 | 120,089 |           |
| 2015 | 321,069 |           |
| 2016 | 370,169 |           |
| 2017 | 275,277 |           |
| 2018 | 111,507 | 5,857     |
| 2019 | 98,912  | 3,160     |
| 2020 | 50,240  | 5,676     |
| 2021 | 25,625  | 4,423     |
| 2022 | 5,965   | 3,905     |
| 2023 | 41      | 824       |